# Lagangilang, Abra
Lagangilang là một đô thị hạng 5 ở tỉnh Abra, Philippines. Theo điều tra dân số năm 2007, đô thị này có dân số 13.490 người trong 2.354 hộ.

## Các khu phố (barangay)
Lagangilang được chia thành 17 khu phố (barangay).
| Barangay   | Pop. (2007) |
| ---------- | ----------- |
| Aguet      | 233         |
| Bacooc     | 465         |
| Balais     | 505         |
| Cayapa     | 937         |
| Dalaguisen | 833         |
| Laang      | 733         |
| Lagben     | 464         |
| Laguiben   | 850         |
| Nagtipulan | 1.254       |
| Nagtupacan | 1.073       |
| Paganao    | 343         |
| Pawa       | 409         |
| Poblacion  | 1.435       |
| Presentar  | 694         |
| San Isidro | 1.483       |
| Tagodtod   | 1.399       |
| Taping     | 416         |

## Kết quả bầu cử năm 2007
| Chức vụ          | Ứng cử viên                 | Tổng số phiếu bầu |
| ---------------- | --------------------------- | ----------------- |
| Thị trưởng       | Lizardo Ambobia Sinogo Jr.  | 3.671             |
| Phó thị trưởng   | Cresencio Mercurio Aspacio  | 3.387             |
| Ủy viên hội đồng | Oswald Echave Villamor      | 3.707             |
| Ủy viên hội đồng | Benito Balneg Tuzon Jr.     | 3.419             |
| Ủy viên hội đồng | Philbert Martinez Omli      | 3.166             |
| Ủy viên hội đồng | Michael Amogong Brillantes  | 3.043             |
| Ủy viên hội đồng | Roderick Tuzon Atmosfera    | 2.977             |
| Ủy viên hội đồng | Winifredo Bermillo Borgonia | 2.948             |
| Ủy viên hội đồng | Joseph Tuzon Flores         | 2.786             |
| Ủy viên hội đồng | Dionie Alvarez Casigay      | 1.439             |